# Marxisme-léninisme-maoïsme-chemin-de-Prachanda
 (mai 2024).
La mise en forme du texte ne suit pas les recommandations de Wikipédia : il faut le « wikifier ».
Les points d'amélioration suivants sont les cas les plus fréquents. Le détail des points à revoir est peut-être précisé sur la page de discussion.
- Les titres sont pré-formatés par le logiciel. Ils ne sont ni en capitales, ni en gras.
- Le texte ne doit pas être écrit en capitales (les noms de famille non plus), ni en gras, ni en italique, ni en « petit »…
- Le gras n'est utilisé que pour surligner le titre de l'article dans l'introduction, une seule fois.
- L'italique est rarement utilisé : mots en langue étrangère, titres d'œuvres, noms de bateaux, etc.
- Les citations ne sont pas en italique mais en corps de texte normal. Elles sont entourées par des guillemets français : « et ».
- Les listes à puces sont à éviter, des paragraphes rédigés étant largement préférés. Les tableaux sont à réserver à la présentation de données structurées (résultats, etc.).
- Les appels de note de bas de page (petits chiffres en exposant, introduits par l'outil «  Source ») sont à placer entre la fin de phrase et le point final[comme ça].
- Les liens internes (vers d'autres articles de Wikipédia) sont à choisir avec parcimonie. Créez des liens vers des articles approfondissant le sujet. Les termes génériques sans rapport avec le sujet sont à éviter, ainsi que les répétitions de liens vers un même terme.
- Les liens externes sont à placer uniquement dans une section « Liens externes », à la fin de l'article. Ces liens sont à choisir avec parcimonie suivant les règles définies. Si un lien sert de source à l'article, son insertion dans le texte est à faire par les notes de bas de page.
- La présentation des références doit suivre les conventions bibliographiques. Il est recommandé d'utiliser les modèles {{Ouvrage}}, {{Chapitre}}, {{Article}}, {{Lien web}} et/ou {{Bibliographie}}. Le mode d'édition visuel peut mettre en forme automatiquement les références.
- Insérer une infobox (cadre d'informations à droite) n'est pas obligatoire pour parachever la mise en page.

Pour une aide détaillée, merci de consulter Aide:Wikification.
Si vous pensez que ces points ont été résolus, vous pouvez retirer ce bandeau et améliorer la mise en forme d'un autre article.

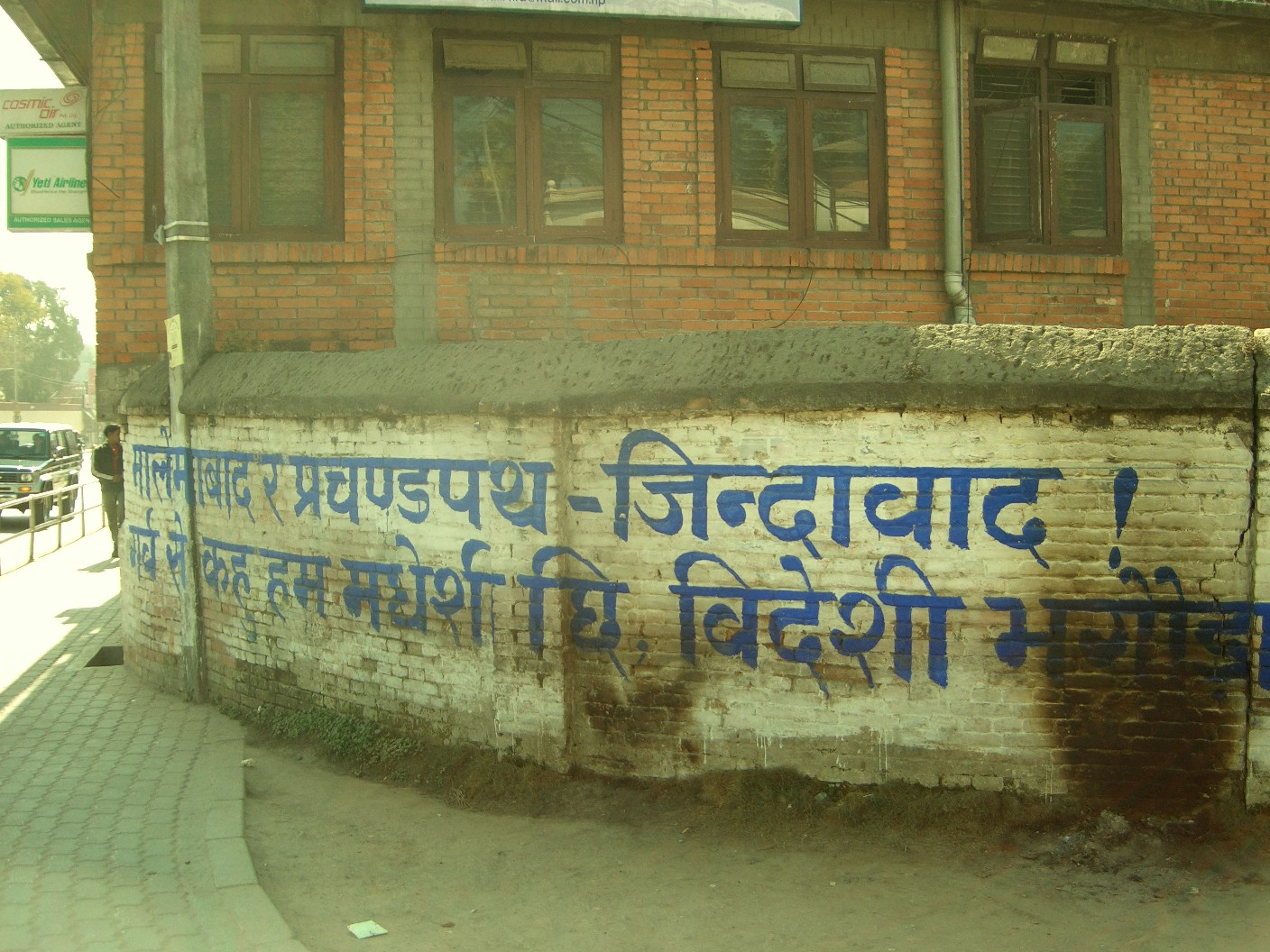
Peinture murale à Katmandou avec le slogan « Vive le marxisme-marxisme-léninisme-maoïsme-chemin-de-Prachanda »

Le marxisme-léninisme-maoïsme-chemin-de-Prachanda (népalais : मालेमावाद र प्रचण्डपथ Mālemāvād ra Prachaṇḍapath) ; parfois abrégé en chemin de Prachanda) est la ligne idéologique du Parti communiste unifié du Népal (maoïste-centre), également connu sous le nom d'UCPN(M). Il est considéré comme un développement du marxisme-léninisme-maoïsme (MLM) et porte le nom du leader de l'UCPN(M), Pushpa Kamal Dahal, communément appelé Prachanda. Ce chemin a été proclamé en 2001. L'idéologie s'inspire en partie de l'exemple du Parti communiste du Pérou – Sentier lumineux, qui qualifie sa ligne idéologique de marxisme-léninisme-maoïsme-pensée Gonzalo.
Le chemin de Prachanda ne prétend pas opérer une rupture idéologique avec le marxisme, le  léninisme ou le maoïsme, mais plutôt être une extension de ces idéologies basées sur la politique du Népal. La doctrine est née après que le parti ait déterminé que les idéologies du marxisme, du léninisme et du maoïsme ne pouvaient plus être pratiquées complètement comme elles l'avaient été dans le passé. Le parti a adopté le chemin de Prachanda car il estimait qu'il s'agissait d'une idéologie appropriée basée sur la réalité de la politique népalaise. Sur le plan militaire et dans le contexte de la guerre civile au Népal de 1996 à 2006, la réalisation de la révolution par le contrôle des zones rurales et l'encerclement des établissements urbains était au cœur de l'idéologie.
De nos jours, les positions de Prachanda sont considérées par certains marxistes-léninistes-maoïstes du monde entier comme « révisionnistes » et sont critiquées par les organisations révolutionnaires au Népal. Ces critiques se concentrent sur l’entrée du Parti communiste unifié du Népal (maoïste-centre) dans la politique des partis dominants au Népal. Ces critiques s'appuient également sur la coopération entre l'UCPN-M dirigé par Pushpa Kamal Dahal et le Parti communiste du Népal (marxiste-léniniste unifié).

## Voir Aussi
- Démocratie populaire multipartite